# Moskiewski Prospekt (Petersburg)

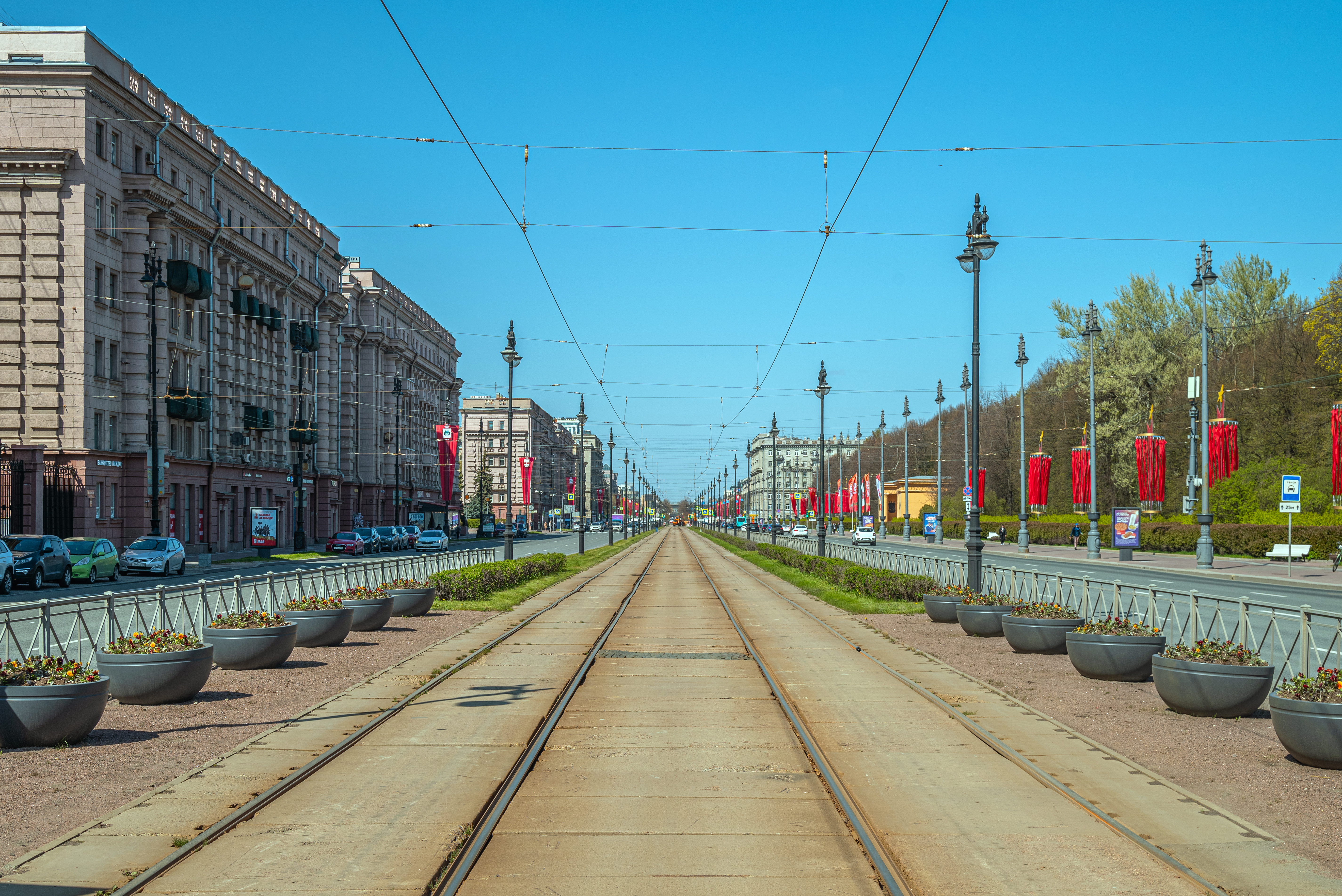
Moskiewski prospekt przy Moskiewskiego Parku Zwycięstwa

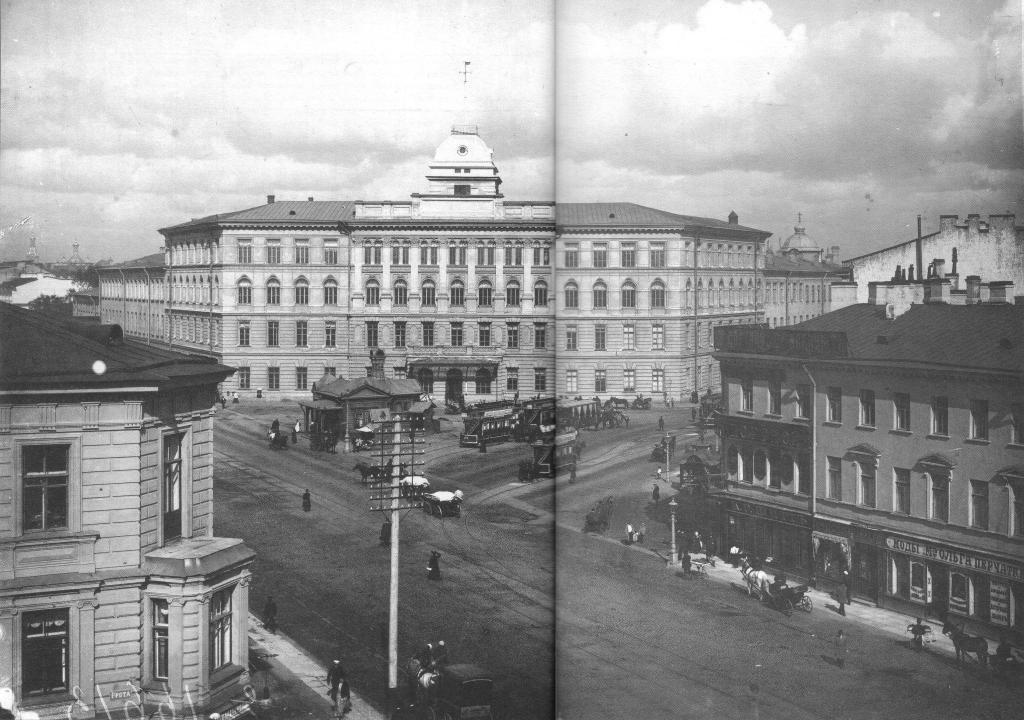
Fotografia pochodząca z 1903 roku przedstawiająca Instytut Technologiczny, przy Moskiewskim prospekcie

Moskiewski prospekt (ros. Моско́вский проспе́кт) – jest aleją w Petersburgu, w Rosji. Biegnie od Placu Siennego i ul. Sadowej do placu Zwycięstwa, gdzie rozdziela się na drogę magistralną M20 i M10. W całym swoim długim na około 10 kilometrów ciągu, aleja przecina rzekę Fontankę, Kanał Obwodowy, Prospekt Ligowski, oraz Zagorodny Prospekt. W 1956 roku aleja przybrała dzisiejszą nazwę Moskiewski prospekt, na cześć stolicy ZSRR – Moskwy.
Aleja zaczęła rozwijać się w ramach trasy łączącej główne miasta ówczesnej Rosji z Moskwą i prowincji położonych na południe od niej. Pierwotna nazwa ulicy została ros. Carskosielskaja Doroga (Droga do Carskiego Sioła), ponieważ prowadził do pałacu w Carskim Siole. Wśród zabytkowych budynków położonych wzdłuż alei w Sankt Petersburgu są budynki m.in.: Petersburskiego Instytutu Technologicznego oraz Monasteru Nowodziewiczego (Nowego Monasteru Smolnego) z sąsiednim cmentarzem Nowodziewiczym.
Obok skrzyżowania z Prospektem Ligowskim znajduje się Brama Moskiewska zaprojektowana przez Wasilija Stasowa, wybudowana w latach 1834–1838 dla uczczenia zwycięstwa Rosjan w wojnie rosyjsko-tureckiej w latach 1828–1829. Po wojnie rosyjsko-tureckiej, w latach 1877-1878 aleja funkcjonowała pod nazwą Zabałkanskij prospiekt  (Transbałkański), dla upamiętnienia zwycięstw Rosji na Bałkanach. 
W południowych częściach alei znajdują się liczne zabytki reprezentujące styl socrealistyczny, jak np. Dom Sowietów w Petersburgu, który był twierdzą wojskową i stanowiskiem dowodzenia podczas oblężenia miasta w czasie II wojny światowej. Cześć alei biegnie także wzdłuż tzw. Moskiewskiego Parku Zwycięstwa, założonego na pamiątkę zwycięstwa Rosji w II wojnie światowej. Jednym z nowszych budynków wybudowanych przy Moskiewskim prospekcie jest nowy gmach Rosyjskiej Biblioteki Narodowej.